# Salceda de Caselas
Salceda de Caselas és un municipi de la província de Pontevedra a Galícia. Pertany a la Comarca de Vigo. Limita al nord amb Ponteareas, a l'oest amb Salvaterra de Miño, al sud i a l'est amb Tui, i al nord-oest amb O Porriño. Francisco Estévez, pare de l'actor nord-americà Martin Sheen, va néixer en la pedania de Parderrubias, pertanyent a Salceda de Caselas.

## Parròquies
Entenza (Santos Xusto e Pastor), Parderrubias (San Tomé), A Picoña (San Martiño), San Xurxo de Salceda (San Xurxo), Santa María de Salceda (Santa María), Santo Estevo de Budiño (Santo Estevo) i Soutelo (San Vicente).